# Rima Messier
La Rima Messier è una struttura geologica della superficie della Luna.